# Role Models
Role Models è un film del 2008 diretto da David Wain, con Paul Rudd e Seann William Scott.
Il film è stato distribuito in Italia dalla Universal Pictures il 22 maggio 2009.

## Trama
Wheeler e Danny sono due rappresentanti di una bevanda energetica chiamata Minotaur e svolgono il proprio lavoro in maniera svogliata cercando di vendere la bibita nelle scuole. Wheeler vive alla giornata senza la benché minima intenzione di maturare; Danny, invece, non è affatto soddisfatto della sua carriera lavorativa e mostra sempre poca voglia di vivere, incline alla serietà. Per questo, dopo aver cercato di stimolarlo per un lungo periodo, Danny viene lasciato dalla sua fidanzata (che egli era intenzionato a sposare) e, preso dal momento, al termine dell'ennesimo comizio tenuto in una scolaresca per lavoro, si scontra rabbioso contro due addetti alla rimozione dell'eccentrica vettura a forma di minotauro.
La coppia viene così costretta a scegliere se passare un mese in carcere, perdendo del tutto il lavoro, oppure se scontare 150 ore presso un centro per bambini disagiati. Scelta la seconda opzione, a Wheeler viene assegnato Ronnie, un bambino manesco e volgare, propenso alle maniere da bullo, mentre a Danny un adolescente di nome Augie, con difficoltà nel relazionarsi con gli altri con in mente una sola cosa: un gioco di ruolo medievale vivente. Il rapporto coi rispettivi bambini comincia malissimo, ma i due scoprono di avere molto in comune coi ragazzi affidatigli e faranno un percorso che li farà maturare e cambiare.

## Accoglienza
Il film ha incassato 92 milioni di dollari, di cui 67 in patria.
Su Metacritic ha un punteggio di 61/100.